# Jhon Méndez
Jhon Méndez (Barranquilla, Colombia, 10 de agosto de 1985) es un futbolista colombiano. Juega como mediocampista.

## Clubes
| Club                | País      | Año         | Partidos | Goles |
| ------------------- | --------- | ----------- | -------- | ----- |
| Uniautónoma         | Colombia  | 2011 - 2014 | 142      | 22    |
| Envigado F. C.      | Colombia  | 2015        | 21       | 3     |
| Deportes Tolima     | Colombia  | 2015 - 2016 | 30       | 2     |
| Cortuluá            | Colombia  | 2016        | 12       | 1     |
| Guabirá             | Bolivia   | 2017        | 3        | 0     |
| Alianza Atlético    | Perú      | 2017 - 2018 | 11       | 1     |
| Carabobo            | Venezuela | 2018        | 6        | 1     |
| Jaguares de Córdoba | Colombia  | 2019        | 5        | 0     |

## Palmarés

### Campeonatos nacionales
| Título    | Club        | País     | Año  |
| --------- | ----------- | -------- | ---- |
| Primera B | Uniautónoma | Colombia | 2013 |